# し (志的變體假名)
一種源自漢字“志”的平假名𛁈被歸類在自1900 年（明治 33 年）《小學校令》修定以來未在學校教育中使用的變體假名。
在現代日本，變體假名僅在有限的情况下使用，例如看板和書法。  但即使在那之後，還是有使用的案例。例如，在 1932 年出版的《大言海》（繼1891 年出版的《空海》）中，以「𛁈」作為了開頭而非「し」。
𛁈也用在表示汁粉。特别是三重縣桑名市和大分縣中津市的名產 「蛤志るこ」，和也是桑名市的特產的「時雨蛤」，也有使用過𛁈。武藏屋總本店玉川軒老舗是「蛤𛁈る𛀸」(𛀸是「こ」的變體假名），而伊勢志ぐれ（桑名市）是「𛁈ぐれ」等。然而，像是龜梁菓子舖，也有用漢字寫成「蛤志るこ」的案例。

## 腳注
1. ↑  #築島1981、pp.352-353。
2. ↑  . 桑名の特産品. 桑名市物産振興協会.   [2010年5月13日]. （原始内容存档于2022年3月31日）.
3. ↑  . (社)ツーリズムおおいた.   [2010年5月14日].[]
4. ↑  . 武蔵屋総本店.   [2015年11月21日]. （原始内容存档于2022年7月26日）.(中津市)
5. ↑  . 桑名物産振興協会.   [2015年11月21日]. （原始内容存档于2021年5月14日）.(桑名市)
6. ↑  . 桑名物産振興協会.   [2015年11月21日]. （原始内容存档于2022年7月26日）.
7. ↑  . 御菓子司　亀良菓子舗.   [2010年5月15日]. （原始内容存档于2012-07-10）.